# 秋山浩之
秋山 浩之（あきやま ひろゆき、1962年 - ）は、TBSテレビ報道局報道番組部担当部長。
1987年TBS入社。社会部記者を経て、JNNニュース22プライムタイム、JNNニュースデスク、JNNニュースの森、報道特集の各番組でディレクターを務める。
2013年4月1日より報道番組部スペシャリスト部長。
2013年7月1日より現職。「報道特集」番組プロデューサーを担当していた。
| スタブアイコン | サブスタブ | この項目は、まだ閲覧者の調べものの参照としては役立たない、人物に関連した書きかけの項目です。この項目を加筆・訂正などしてくださる協力者を求めています（P:人物伝/PJ:人物伝）。 |